# 福岡恋愛白書
『福岡恋愛白書』（ふくおかれんあいはくしょ）は、九州朝日放送（KBCテレビ）が2006年から年1回制作・放送しているローカルドラマ特番である。

## 番組タイトルと放送日時
- パート1『福岡恋愛白書 〜3つの恋のエピソード〜』 2006年2月10日 23:15 - 翌0:10
- パート2『福岡恋愛白書2 〜ふたつの Love Story〜』 2007年2月9日 23:15 - 翌0:10
- パート3『福岡恋愛白書3 〜ふたつの Love Story〜』 2008年2月8日 23:15 - 翌0:12
- パート4『福岡恋愛白書4 〜ふたつの Love Story〜』 2009年2月13日 23:15 - 翌0:12
- パート5『福岡恋愛白書5 〜ふたつの Love Story〜』 2010年2月14日 0:45 - 1:42
- パート6『福岡恋愛白書6 〜ふたつの Love Story〜』 2011年2月13日 0:30 - 1:42
- パート7『福岡恋愛白書7 〜ふたつの Love Story〜』 2012年3月25日 0:30 - 2:00
- パート8『福岡恋愛白書8 メグとアイくん 〜誰にでも忘れられない人はいるはず･･･〜』 2013年3月22日 23:15 - 翌0:15
- パート9『福岡恋愛白書9 〜月と太陽を見上げて〜』 2014年3月21日 23:15 - 翌0:15
- パート10『福岡恋愛白書10 〜十回目の鈴が鳴るとき〜』 2015年3月27日 23:15 - 翌0:15
- パート11『福岡恋愛白書11 〜キミと見る景色〜』 2016年3月26日 0:15 - 1:15
- パート12『福岡恋愛白書12 〜センセイとワタシ〜』 2017年3月25日 0:15 - 1:15
- パート13『福岡恋愛白書13 〜キミの世界の向こう側〜』 2018年3月24日 0:25 - 1:25
- パート14『福岡恋愛白書14 〜天神ラブソング〜』 2019年3月22日 23:15 - 翌0:15
- パート15『福岡恋愛白書15 〜消えない恋の花火〜』 2020年3月27日 23:15 - 翌0:15
- パート16『福岡恋愛白書16 〜クリスマス狂想曲〜』 2021年3月26日 0:15 - 1:15
- パート17『福岡恋愛白書17 〜おはようマドンナ〜』2022年3月18日 23:15 - 翌0:15
- パート18『福岡恋愛白書18 〜春のおとなりさん〜』2023年3月17日 23:15 - 翌0:15
- パート19『福岡恋愛白書19 〜夏休みのヤンキーくん〜』2024年3月22日 23:15 - 翌0:15
- パート20『福岡恋愛白書20 〜スイーツメモリーズ〜』2025年3月28日 23:15 -翌0:15（予定)

パート7までは、共に通常この時間に放送される朝日放送制作の『探偵!ナイトスクープ』を差し替える形で放送された。
パート8から放送日時を金曜23:15枠に変更し、放送時間も1時間に短縮・繰り上げした上で作品を1本化した。
番組放送10周年特別企画としてパート10の放送前に過去9作品が2015年1月10日より未明に1パートずつほぼ毎週再放送。1月31日、2月28日は放送休止。

## 概要
エリア内の視聴者から恋愛にまつわるエピソードを募り、その中からパート1では3つ、パート2〜パート7では2つ、パート8以降では1つを選定。ドラマ化したものを、パート1 - 7はオムニバス形式、パート8からは一話完結形式で放送する。
パート1からパート4までは映画『1リットルの涙』の監督を務めた岡村力が脚本・監督を手掛けた。
パート5では福岡出身の映画監督、川野浩司（代表作『LOVE MY LIFE』、『ほしのふるまち』）が監督を（『イガちゃん』では脚本も）務めた。『32歳の同窓会』の脚本を務めた杉山夕も福岡出身である。
出演者は東京・全国区で活躍する俳優をメインで起用した他、地元で活躍するローカルタレント（主に同局の番組出演者）やKBCのアナウンサー、さらに福岡出身やゆかりのある有名人も脇役で登場した。福岡ソフトバンクホークスの選手も出演しており、パート3では馬原孝浩投手（2015年に現役引退）が、パート5では田上秀則捕手（2013年に現役引退）が出演している。パート6以降ではAKB48のメンバーが出演しており、パート6では篠田麻里子（糸島市出身、2013年に卒業）が主演、パート7では指原莉乃（大分県出身、2019年にHKT48卒業）が主演、パート8では柏木由紀（鹿児島県出身）が友情出演、パート9では小嶋陽菜（埼玉県出身、2017年4月卒業）が特別出演、パート10では矢吹奈子（東京都出身）、ライバルグループ乃木坂46の深川麻衣（静岡県出身、2016年6月に卒業）、他にパート11では川島海荷（埼玉県出身）、浅香航大（神奈川県出身）が出演している。指原のAKB48 32ndシングル選抜総選挙1位センター獲得を記念して、2013年6月21日にパート7が再放送された。EPG番組表での番組タイトルは『ウィークエンドスペシャル 祝・初センターGET! HKT48・指原莉乃主演 福岡恋愛白書7(再)』。
パート3はテレビ放送終了後から2008年3月25日までKBCテレビ公式サイトで動画配信が行われた。
パート6 - 11はテレビ放送終了後にDVD化、パート12以降はブルーレイ化、KBCオンデマンドで有料配信されている。

## 作品タイトルと主なキャスト
- 出演者の肩書き、所属グループは制作、放送当時のもの。

### パート1
- #01『きっとあなたとつながってる』
  - 未知 - 斉藤未知
  - 柳沢憲次 - 伊藤貴章
  - 千里 - 岩渕梢（KBCアナウンサー）
  - 紀子 - 園田智子（『アサデス。KBC』お天気アシスタント）
  - 課長 - 西田たかのり（『アサデス。KBC』レギュラー）
- #02『恋の秘密』
  - 里香 - 肘井美佳
  - 雄一 - 江藤浩介
  - 律子 - 山田香織（『ドォーモ』レポーター）
  - 立花由美 - 梶原麻莉子（『アサデス。KBC』のスポーツコーナー「SPORTS☆キラリ」キャスター）
- #03『風』
  - 中島祐子 - 大桑マイミ
  - 直人 - 橋山勇人

### パート2
- #01『Happy Birthday』
  - 橘美紀 - 秋田真琴
  - 朝倉祐二 - 松下幸司
  - 屋台のお客 - 西山繭子（この作品の脚本を担当、これが初の脚本作品となった）
  - 花屋店長の娘 - 徳永えり
  - 屋台の大将 - 西田たかのり（パート1に続き出演）
  - 矢野竜太 - 信川竜太（福岡で活躍するローカルタレント）
  - 花屋店長 - 富田薫（当時KBCアナウンサー）
- #02『Rain』
  - 前田早紀 - 小嶺麗奈
  - 結城順平 - 山川良
  - 小川恵美 - 小川愛美
  - お天気お姉さん - 大庭菜月（『アサデス。KBC』レギュラー）

### パート3
- #01『ウイニングボールの行方』
  - 斉藤亜沙美 - 小野真弓
  - 森裕也 - 稲葉大助
  - 茜 - 斉藤ふみ（ローカルタレント、『ドォーモ』レポーター）
  - 大輔 - 岡本啓（『ドォーモ』レポーター）
  - 添田由里 - 藤原里奈（『るり色の砂時計』ナビゲーター）
  - 馬原投手の友人 - 西田たかのり（パート1・2に続き出演）
  - 馬原 孝浩 - 馬原孝浩（当時福岡ソフトバンクホークス） ※特別出演
- #02『願い』
  - 白井久美子 - 多岐川華子
  - 五十嵐健三 - 湊晃
  - 宮司 - 岡部はち郎
  - 玲子 - 福本清子
  - マリ - 井上のどか

### パート4
- #01『3つの約束』
  - 富田圭子 - 松下萌子
  - 鷲尾孝 - 金子昇
  - 香織 - 藤原里奈（『るり色の砂時計』ナビゲーター）
  - ガソリンスタンド店長 - 西田たかのり（パート1から連続出演）
  - 茂彦 - 中島つぐまさ（『アサデス。KBC』リポーター）
- #02『恋はバックドロップ』
  - 海老原マヤ - 高部あい
  - 佐藤亮太郎 - 上地慶
  - 千恵 - 梶原麻莉子（『アサデス。KBC』のスポーツコーナー「SPORTS☆キラリ」ナビゲーター）
  - モトコ - 中上真亜子（『ドォーモ』リポーター）

### パート5
- #01『32歳の同窓会』
  - 橘由香 - 金子さやか
  - 青田慶 - 杉崎真宏
  - 同級生・上田 - 田上秀則（福岡ソフトバンクホークス）
  - 金子 - 中島つぐまさ（パート4に続き出演）
  - 美穂 - 衛藤愛
  - 由香の母 - 渡都美子
- #02『イガちゃん』
  - 太田明代 - 桂亜沙美
  - 久保学 - 鶴西大空
  - 明代の父 - 西田たかのり（パート1から連続出演）
  - 明代の母 - 奥田智子（当時KBCアナウンサー）
  - 明代の彼氏 - 有吉保雅
  - サークルの先輩 - 工藤悟（当時KBCアナウンサー）
  - 明代（少女時代） - 田中詠麗奈
  - 明代の彼氏 - 清水一誠

### パート6
- #01『つり革の距離』
  - 今野美咲 - 土屋巴瑞季
  - 田代祐介 - 橋口ユウキ
  - 高橋愛 - 水崎綾女
  - 今野典子 - 石木碧（当時KBCアナウンサー）
  - 田代舞 - 濱崎美華子
- #02『花火の架け橋』
  - 河野久美子 - 篠田麻里子（当時AKB48）
  - 津田浩信 - 菊田大輔
  - 久美子の父 慎平 - 小須田康人
  - 久美子の母 智子 - 歌川椎子
  - 宮本ユリ - 林さやか（『ドォーモ』リポーター）
  - 菅野周爾 - 有吉保雅（『アサデス。九州・山口』リポーター）
  - 蒲地潤一朗（医師） - 中山ヨシロヲ
  - 玲子（看護師） - 多田香織
  - 合コン女性 - 志藤琴恵
  - 久美子（少女時代） - 山田結月

### パート7
- 第一話『キミの笑顔にふれたくて』
  - 伊藤由紀 - 石橋杏奈
  - 高橋純 - 白石隼也
  - 松本和也 - 陳内将（D2）
  - 佐竹奈美 - 飛鳥凛
  - 和也の前の彼女 - 上野寛奈
  - 店長 - 二橋康浩
  - 部長 - 中野薫
- 第二話『初恋の詩』
  - 宮本香織 - 指原莉乃（当時AKB48）
  - 堀内司 - 尾関陸
  - 浜崎由依 - 日南響子
  - 堀内遥 - 兒玉遥（当時HKT48）
  - 女子部員・陽子 - 松岡菜摘（当時HKT48）
  - 宮本香織（子供時代） - 久家心
  - 宮本香織（大人時代） - 坪内陽子
  - 堀内司（子供時代） - 小山颯
  - 肉まん屋のおじさん - 西田たかのり
  - 男子部員 - 長岡大雅（KBCアナウンサー）
  - 中学校の生徒 - 古川ももか・HKT48（植木南央・江藤彩也香・下野由貴・本村碧唯・若田部遥）
  - ナレーション - 日髙のり子

### パート8
- 『メグとアイくん』
  - 秋吉樹 - 小澤亮太
  - 古賀恵 - ICONIQ
  - 井上紗枝・ナレーション - 柏木由紀（AKB48、友情出演）
  - 北島武史 - 遠藤要
  - 古賀今日子 - 岡まゆみ
  - 田中紀夫 - 西田たかのり
  - 通行人・男 - 長岡大雅（KBCアナウンサー）
  - おばあちゃん - 馬島桂子
  - 女将 - 松山けい子
  - 通行人・女役&オープニング - 森岡悠
  - 同級生・A - 中村公美
  - 同級生・B - 橋口由衣
  - 産婦人科の医者 - 上田裕子
  - 樹の元職場店長 - 坪内晋司
  - 樹の元職場同僚 - 荒瀬皓平
  - オープニング - 久保優二、清原真登、秋山由季奈、奈緒

### パート9
- 『月と太陽を見上げて』
  - 樋口麻衣 - 原幹恵
  - 矢野卓也 - 八神蓮
  - 近藤亜紀 - 小嶋陽菜（当時AKB48、特別出演）
  - 山下亮介 - 栗山航
  - 樋口葵 - 田島芽瑠（当時HKT48）
  - 弁当屋の店員 - 長岡大雅（KBCアナウンサー）
  - 樋口杏子 - 大庭泰代
  - 平野和隆 - 山下晶
  - 緒方秀雄 - 田中冨士夫
  - おばあさん - 植木冨美子
  - 迷い犬の飼い主 - 伊藤夏海
  - カップル・男 - 松田将希
  - カップル・女 - 高橋京子
  - オープニング - 廣川奈々聖、SO、永田萌、相葉優也、宮崎友香子、坂本拓也

### パート10
- 『十回目の鈴が鳴るとき』
  - 中村美憂 - 足立梨花
  - 今井結弦 - 渡部秀
  - 木崎若菜 - 深川麻衣（当時乃木坂46）[1]
  - 中学生の美憂 - 池戸優音
  - 中学生の結弦 - 武田勝斗
  - 中学生の若菜 - 矢吹奈子（HKT48）
  - 野々村香織 - 杉ありさ
  - デザイン事務所の先輩 - 内村麻美（『アサデス。』リポーター）
  - 通りすがりのカップル・男 - 赤塚亮太朗（『ドォーモ』リポーター）
  - 居酒屋の客 - 小雪（『ドォーモ』リポーター）、清原愛子（『ドォーモ』リポーター）
  - 就活生 - 坂井汐梨（『アサデス。』芸能アシスタント）、坂本麻子（『アサデス。』お天気アシスタント）
  - デザイン事務所の上司 - 宮木秀明
  - 航空会社の面接官 - 今村裕二
  - デザイン事務所のスタッフ - 本山功康
  - カップル・女 - 白鳥さゆり
  - 結弦の父親 - 荻原純
  - 結弦の男子同級生 - 樽見滉一
  - 若菜の女子同級生 - 長元流生、平みさき
  - 中学生のカップル・男 - 久保川友佑
  - 中学生のカップル・女 - 益満美沙紀

### パート11
- 『キミと見る景色』
  - 今村明菜 - 川島海荷
  - 右田琢己 - 浅香航大
  - 右田静子 - 床嶋佳子
  - 今村浩司 - 矢柴俊博
  - 明菜と琢己の級友・真由 - 高田里穂
  - 明菜と琢己の級友・良平 - 濱田和馬
  - 琢己の働く工場の先輩 - 紘毅
  - 明菜の母 - 森ルミ
  - 明菜の愛犬 - 中園キャラメル
  - ツアー客のおばあさん - 倉成楓
  - 看護師 - 武田直子
  - 明菜と琢己の級友 - 平野亜弥、山下このみ、高瀬翼、生野圭一

### パート12
- 『センセイとワタシ』
  - 吉瀬瑞季 - 桜庭ななみ
  - 井手健史 - 桐山漣
  - 入江塔子 - 早瀬英里奈
  - 時川宏哉 - 佐久間悠
  - 林周平 - 福山翔大
  - 吉瀬たえ（瑞季のおばあちゃん） - 藤田香代子
  - 瑞季の上司 - 萩原純
  - 高原健人（生徒会長） - 高浜海斗
  - 松浦礼美（副会長） - 松村来夢
  - 中村公太（書記） - 中尾亮太
  - 桐谷桃華（会計） - 桐原桃子
  - 柳田まどか（会計） - 榎田さとか
  - 合コンメンバー - 牛島大明、町田雄一郎、佐藤遼、髙松朱里、山下このみ、高岡櫻合
  - ゲームセンターの若者 - 重松瑞稀、鶴田彩人、木村充希
  - スタント - 古藤幸
  - スペシャルサンクス - 山岡羽衣

### パート13
- 『キミの世界の向こう側』
  - 村上蒼太 - 杉野遥亮
  - 佐々木律 - 奈緒
  - 佐々木新（律の兄） - 淵上泰史
  - 池田卓也（蒼太の親友） - 松本享恭
  - 弓道師範 - 坂田聡
  - 蒼太の母 - 長田奈麻
  - 村上志津男（蒼太の父） - 福澤究
  - 村上幸太（蒼太の息子） - 森田依吹
  - 新の彼女 - 牛島恵
  - 新の彼女の子ども - 川島央輔
  - 図書館受付 - 太田智子
  - 手話交流会受付 - 天野夏美
  - 資さんうどん店員 - 宮地悦子
  - レストランウェイター  - 町田悠宇
  - ボランティアエキストラのみなさま

### パート14
- 『天神ラブソング』
  - 緒方未来 - 白石聖
  - 山下直斗 - 西山潤
  - 吉武亜希子（未来のクラスメイト） - 森田想
  - 渕上亨（未来の元彼） - 篠田諒
  - SHINOのファン - 吉岡睦雄
  - 中島結花（未来のクラスメイト） - 福田愛依
  - 荒木和久（直斗の先輩）- 後藤剛範
  - 松尾健一郎（直斗のランニング仲間） - 津田寛治
  - 香月さくら（未来のクラスメイト） - 伊藤帆乃花
  - 白川（未来のクラスメイト） - 中松龍志
  - 松本（未来のクラスメイト） - 大世戸翔
  - リナ（未来の元クラスメイト） - 山崎優莉
  - 患者の妻 - 武藤艶子
  - 患者の子ども - 黒木将盛
  - 意識を取り戻す患者 - 福田英実
  - 渕上の友人 - 琴谷竜之介、四宮俊、福原麗
  - 空港の母親 - 宮内麗花
  - 空港の子ども - かいせい
  - SHINOのファン - 松屋彗、藤原実咲
  - 直斗の母（声） - 宗真樹子
  - ボランティアエキストラのみなさま

### パート15
- 『消えない恋の花火』
  - 小嶋香奈 - 石川恋
  - 渡辺浩樹 - 岩永徹也
  - 矢野拓馬（香奈の友人） - 落合モトキ
  - 渡辺葵（浩樹の妹） - 金井美樹
  - 明日香（香奈の同僚） - 渡邊菜々
  - 山本先生（福岡の歯科医師） - 田口浩正（特別出演）
  - 佐久間先生（香奈が勤める佐久間デンタルクリニックの院長） - 岩谷健司
  - 佐藤先生（福岡の歯科医師） - 西田優史
  - 屋台の大将 - 村田洋一
  - ボランティアエキストラのみなさま

### パート16
- 『クリスマス狂想曲』
  - 柴田遥香 - 松井愛莉
  - 坂本航 - 飯島寛騎
  - 後藤七海 - 金澤美穂
  - 西山梨紗 - 中村里帆
  - 村瀬裕太 - 小林亮太
  - 藤井俊一 - 古川雄輝
  - 吉村大貴（航の同僚） - 松浦ミキル
  - 美容室の客 - 太田江莉奈
  - パーティ幹事 - リーピン
  - パーティ男性1 - 鹿毛喜季
  - パーティ男性2 - 徹
  - 女の子 - 戸沢いろは
  - エキストラのみなさま

### パート17
- 『おはようマドンナ』
  - 小林悠 - 濱田龍臣
  - 吉田夏希 - 浅川梨奈
  - 木下汰一 - 佐久本宝
  - 中島翔　- 山中柔太朗
  - 西村美桜　- 柳美稀
  - 後藤杏奈　- 岩田陽菜（STU48）
  - 小林美紀 - 紺野まひる
  - 小林正一 - 水橋研二
  - 松尾あかり - 中山ひなの
  - 花屋の店員　- 和田侑也（KBCアナウンサー）
  - 八隈六、柏木悠、小野丈一郎、長谷野悠斗、神田尚旗、愛加里、加茂萌乃華、杉本沙優、本田陽未里、小雪里、曽我部愛麗、原愛音、鹿田実央、橋本礼司、磯辺真史、海江田健次、栗原萌実、柏木優茉、吉本一椛、橋本瑛真、樋口千颯、大橋智和、薬剤戦師オーガマン、エキストラの皆さま

### パート18
- 『春のおとなりさん』
  - 山口 莉央 - 加藤小夏
  - 江頭 浩平 - 奥野壮
  - 江頭 七瀬 - 柳ゆり菜
  - 千尋 - 工藤遥
  - 哲夫 - 大倉空人
  - ミユ - 小島愛子（STU48）
  - 莉央の会社上司 - 沢田幸二（当時KBC）
  - 莉央の会社の先輩 - 長岡大雅（KBC）
  - 莉央の会社の先輩 - 居内陽平（KBC）

### パート19
- 『夏休みのヤンキーくん』
  - 西 宏美 - 莉子
  - 原口 尚樹 - 米村知希
  - 小川 真理子 - 小島梨里杏
  - 葉子 - 尾碕真花
  - 丸山宏美 - 酒井美紀
  - 西 一徳 - 萩原聖人
  - 西 睦美 - 千代反田美香
  - 看護師 - 松下由依（当時KBC）
  - 看護師 - ゆうこ
  - 山本颯人、古賀迅人、石川花奈、中村卓二、松田莉奈、上杉旭、猪膝京子、岡住春実、江熊陽子、エキストラの皆さま

### パート20
- 『スイーツメモリーズ』
  - 上田圭太 - 稲葉友
  - 松本ひかる - 中田青渚
  - 松本なつみ - 山谷花純
  - 大庭太郎 - 長友郁真
  - 長野由美 - 金子みゆ
  - ケーキ店店長 池田 - 池田鉄洋
  - 松本加奈子 - 高橋ひとみ
  - 結婚式司会役 - 細谷めぐみ（KBC）

## 主題歌
ともにエンドロールとCMでオンエア
- パート1・2・4〜13，15
  - アヴリル・ラヴィーン「Why」（ホワイ）
パート1『きっとあなたとつながってる』の劇中では未知（斉藤未知）の携帯電話の着うたに使用
- パート3
  - ダニエル・パウター「Bad Day」

## スタッフ
パート1・2・3・4
- 脚本 - オカムラチカラ（パート1・3・4全作、パート2『Rain』）、西山繭子（パート2『Happy Birthday』）
- 監督 - オカムラチカラ
- ゼネラルプロデューサー
  - パート1 - 久芳康治（九州朝日放送）
  - パート2・3・4 - 後藤龍也（九州朝日放送）
  - パート4 - 清水透（九州朝日放送）
- 制作協力
  - パート1 - イースト・エンタテインメント、デジタル・フロンティア
  - パート2 - レック
  - パート3 - フリーデリックスタジオ
  - パート4 - ナイス・デー
- 企画協力 - 博報堂DYメディアパートナーズ
- 制作著作 - 九州朝日放送

パート5
- 脚本 - 杉山夕（32歳の同窓会）、川野浩司（イガちゃん）
- 監督 - 川野浩司
- ゼネラルプロデューサー - 久永昌隆（九州朝日放送）
- 制作協力 - レック、ナイス・デー、VB
- 企画協力 - 博報堂DYメディアパートナーズ
- 制作著作 - 九州朝日放送

パート6・7
- 脚本 - 芝﨑弘記（パート6『つり革の距離』、パート7『初恋の詩』）、村上桃子（パート6『花火の架け橋』、パート7『キミの笑顔にふれたくて』）
- 監督 - 芝﨑弘記
- ゼネラルプロデューサー - 佐伯拓史（九州朝日放送）
- 企画協力 - 博報堂DYメディアパートナーズ
- 制作著作 - 九州朝日放送

パート8
- 脚本 - 村上桃子
- 監督 - 芝﨑弘記
- 企画・プロデュース - 河相大輔（九州朝日放送）、湯田敏史（九州朝日放送）、森永隆史（九州朝日放送）
- 企画 - 吉羽亮太（博報堂DYメディアパートナーズ）、鈴木伸明（博報堂DYメディアパートナーズ）、飯森慎太郎（博報堂DYメディアパートナーズ）
- プロデューサー - 古川純大（九州朝日放送）
- ゼネラルプロデューサー - 佐伯拓史（九州朝日放送）
- 企画協力 - 博報堂DYメディアパートナーズ
- 制作著作 - 九州朝日放送

パート9
- 監督 - 芝﨑弘記（ホリックス）
- 脚本 - 阿相クミコ（エム・エーフィールド）
- 音楽 - Rita-iota
- 企画・プロデュース - 湯田敏史、諌山建太郎、河相大輔（九州朝日放送）
- 企画 - 木村環、朝夷康晴（博報堂DYメディアパートナーズ）
- プロデューサー - 岩城一平
- ゼネラルプロデューサー - 臼井賢一郎（九州朝日放送）
- アソシエイトプロデューサー - 平田晋（九州朝日放送）
- 企画協力 - 博報堂DYメディアパートナーズ
- 制作著作 - 九州朝日放送

パート10
- 監督 - 芝﨑弘記（ホリックス）
- 脚本 - 池田奈津子
- 音楽 - Rita-iota
- 企画・プロデュース - 湯田敏史（九州朝日放送）、諌山建太郎（九州朝日放送）
- 企画 - 網野信之（博報堂DYメディアパートナーズ）、武田和之（博報堂DYメディアパートナーズ）
- プロデューサー - 岩城一平
- ゼネラルプロデューサー - 臼井賢一郎（九州朝日放送）
- アソシエイトプロデューサー - 平田晋（九州朝日放送）、河相大輔（九州朝日放送）
- 企画協力 - 博報堂DYメディアパートナーズ
- 制作著作 - 九州朝日放送

パート11
- 監督 - 御法川修
- 脚本 - 池田奈津子
- 音楽 - YOSHIZUMI
- 企画・プロデュース - 平田晋（九州朝日放送）、古川純大（九州朝日放送）
- プロデューサー - 岩城一平、宮田幸太郎、近藤あゆみ
- ゼネラルプロデューサー - 臼井賢一郎（九州朝日放送）
- 企画協力 - 博報堂DYメディアパートナーズ
- 制作著作 - 九州朝日放送

パート12
- 監督 - 小川弾
- 脚本 - 山岡潤平
- 音楽 - 濱田貴司
- 楽曲協力 - ハルトラ（陽香 & The Super Traffic Jams）
- 企画・プロデュース - 平田晋（九州朝日放送）、古川純大（九州朝日放送）
- プロデューサー - 近藤あゆみ（スタジオブルー）
- ゼネラルプロデューサー - 坂井剛（九州朝日放送）
- アソシエイトプロデューサー - 岩城 一平
- 企画協力 - 博報堂DYメディアパートナーズ
- 制作著作 - 九州朝日放送

パート13
- 監督・編集 - 二宮崇
- 脚本 - 川﨑いづみ
- 音楽 - 濱田貴司
- 企画・プロデュース - 平田晋、古川純大
- プロデューサー - 近藤あゆみ
- ゼネラルプロデューサー - 坂井剛
- 企画協力 - 博報堂DYメディアパートナーズ
- 制作著作 - 九州朝日放送

パート14
- 監督 - 土屋哲彦
- 脚本 - 牟田桂子
- 音楽 - 石塚徹
- 企画・プロデュース - 古川純大、道岡理人、河相大輔
- プロデューサー - 近藤あゆみ
- ゼネナルプロデューサー - 坂井剛
- 企画協力 - 博報堂DYメディアパートナーズ
- 制作著作 - 九州朝日放送

パート15
- 監督 - 宝来忠昭
- 脚本 - 青塚美穂
- 音楽 - 山口雄太
- 企画・プロデュース - 道岡理人、河相大輔（九州朝日放送）
- プロデューサー - 伊集院文嗣、近藤あゆみ（スタジオブルー）
- ゼネナルプロデューサー - 古川純大（九州朝日放送）
- 企画協力 - 博報堂DYメディアパートナーズ
- 制作著作 - 九州朝日放送

パート16
- 監督 - 綾部真弥
- 脚本 - 松本美弥子
- 音楽 - 遠藤浩二
- 企画・プロデュース - 道岡理人、河相大輔（九州朝日放送）
- プロデューサー - 伊集院文嗣、近藤あゆみ（スタジオブルー）
- ゼネラルプロデューサー - 古川純大（九州朝日放送）
- 企画協力 - 博報堂DYメディアパートナーズ
- 制作著作 - 九州朝日放送

## タイアップ
2007年放送のパート2では、セイコーエプソン、カネボウ化粧品、日産自動車とタイアップ。作品の劇中にタイアップ企業の製品（カラリオ・ミー、テスティモ、マーチ）が登場した他、事前に放送された宣伝CMでもコラボレーションが行われた。
2008年放送のパート3では、日産自動車とは引き続きタイアップし、新たに花王ソフィーナ、ソフトバンクモバイル、江崎グリコが加わった。劇中にはこれらの企業の製品が登場し、CMではマーチ（マーチのCMで登場した「花さかマーチ」も登場）、FINE-FIT、ホワイトプラン、ディアカカオとのコラボレーションが行われた。
2010年放送のパート5では、引き続き日産自動車、花王ソフィーナに加え、アサヒビール、ハーゲンダッツとタイアップ。劇中にはルークス（日産）、すらっと（アサヒビール）、木苺のミルフィーユ（ハーゲンダッツ）といった製品が登場した。
2012年放送のパート7以降は『オフィシャルパートナードラマ もうひとつの福岡恋愛白書』とタイトルを付け全4話、1話完結のスピンオフ作品として制作された。こちらには2014年放送のパート9まではドラマ本編の主演キャストとは別の役者が出演していたが、2015年以降はドラマ本編の主人公の友人役の役者が出演。なお、スピンオフ作品は視聴者が体験した実話をもとに制作されたドラマ本編とは違い、フィクションである。番組公式サイトではスピンオフ作品の予告編と本編が1年の期間限定で配信されている。スピンオフ作品の詳細については次項を参照。

## スピンオフ作品のタイトル、タイアップ企業、キャスト
『オフィシャルパートナードラマ もうひとつの福岡恋愛白書』
- 出演者の肩書き、所属グループは制作、放送当時のもの。

### 2012年
- 第一話『福岡の女は美人さんったい』 with モスバーガー
- 第二話『福岡の女は気の強かったい』 with Gulliver
- 第三話『福岡の男はでかい夢があるったい』 with メルセデス・ベンツ
- 最終話『福岡は恋の街ったい』 with 住友林業
  - 佐藤修平 - 近江陽一郎（D2）
  - 森真由美 - 江原美優

### 2013年
- 第一話『福岡の女はやっぱりかわいかね〜』 with PHILIPS
- 第二話『福岡の女は気さくやね〜』 with スシロー
- 第三話『福岡の女は恋に悩みよると』 with Ameba
- 最終話『福岡の女はしたたかばい』 with メルセデス・ベンツ
  - 井上大輔 - 平田裕一郎
  - 山田悠月 - 八坂沙織（SUPER☆GiRLS）

### 2014年
- 第一話『福岡の女は大胆やね』 with PHILIPS
- 第二話『福岡の女は謎やね』 with BIG ECHO・LIVE DAM
- 第三話『福岡の女は健康第一ったい』 with KAGOME
- 最終話『福岡の女には見とれてしまうと』 with メルセデス・ベンツ
  - 諌山希美 - 田中美麗（SUPER☆GiRLS）
  - 朝夷道春 - 井澤勇貴

### 2015年
- 第一話『福岡の男はグイグイこんとね!』 with 吉野家
- 第二話『小倉の女をナメたらいけんちゃ』 with メルセデス・ベンツ
- 第三話『小倉の女は刺激的がいいっちゃ』 with PHILIPS
- 最終話『小倉の女は恋にとろけまくりちゃ』 with ハーゲンダッツ
  - 野々村香織 - 杉ありさ
  - 網野 陽斗 - 岩永達也

### 2016年
- 第一話『天使とデート』 with Yahoo!ニュース
- 第二話『天使のくれた時間』 with メルセデス・ベンツ
- 第三話『天使の贈り物』 with 牛角
- 最終話『天使と悪魔』 with SUPER SPORTS XEBIO
  - 良平 - 濱田和馬
  - さとみ - 秋月成美

### 2017年
- 第一話『女は押しに弱い?』 with ハーゲンダッツ
- 第二話『デートは先の先を読め!』 with メルセデス・ベンツ
- 第三話『ある日、失恋は突然に』 with ユニ・チャーム
- 最終話『こんにちは、新しい恋!』 with 丸亀製麺
  - 林周平 - 福山翔大
  - - 中山絵梨奈

### 2018年
- 第一話『淡ひ恋心』 with DR.C医薬
- 第二話『甘ひ恋の味』 with ハーゲンダッツ
- 第三話『潤ひの秘密』 with ユニ・チャーム
- 最終話『新しひ門出』 with メルセデス・ベンツ
  - 池田卓也 - 松本享恭
  - 安田由香 - 松本愛

### 2019年
- 第一話『千載一遇』 with ハーゲンダッツ
- 第二話『質実剛健』 with 24/7 Workout
- 第三話『青息吐息』 with メルセデス・ベンツ
- 最終話『一念発起』 with ユニ・チャーム
  - 荒木和久 - 後藤剛範　
  - 浅井恵美 - 安倍萌生

### 2020年
- 第一話『ラ・ラ・フクオカ』 with KIREIMO
- 第二話『福岡の東京人』 with ユニ・チャーム
- 第三話『中島くんと私』 with ハーゲンダッツ
- 最終話『よりぞうに唄えば』 with JAバンク
  - 渡辺葵 - 金井美樹
  - 中島 - 若林拓也
  - 西川春香 - 吉田未歩
  - よりぞう - よりぞう[注釈 5]
  - 踊る通行人の皆さま

### 2021年
- 第1訓『彼氏は疑いんしゃい』 with ユニ・チャーム
- 第2訓『恋は楽々とはいかんばい』 with JAバンク
- 第3訓『辛か時も音楽に頼りんしゃい』 with LINE MUSIC
- 第4訓『仕事も恋も猛特訓たい』 with マイナビバイト
  - 西山梨紗 - 中村里帆
  - 吉村大貴 - 松浦ミキル
  - 梨紗のおばあちゃん - 泉晶子
  - よりぞう - よりぞう
  - 梨紗の妹・莉子 - 並木彩華
  - 瀬川聖
  - 草野綾

### 2022年
- 第1話『アイドルと密会』 with bibigo
- 第2話『アイドルの裏の顔』 with Mirrativ
- 第3話『アイドルはオンラインヨガでととのう』 with SOELU
- 第4話『アイドルは”エモい”がお好き』 with ハーゲンダッツ
  - 後藤杏奈 - 岩田陽菜（STU48)
  - 将史 - 桑畑亨成

### 2023年
- 第1話『幼馴染との恋はムズい』 with ハーゲンダッツ
- 第2話『ライバルは赤髪!?』 with 白猫GOLF
- 第3話『ライバルは激カワ!?』 with いなばペットフード
- 第4話『幼馴染を卒業!?』 with カープレミア
  - 哲夫 - 大倉空人
  - ミユ - 小島愛子（STU48）

### 2024年
- 第1話『彼女の秘密』 with ニップン
- 第2話『失敗できない男』 with MOTA
- 第3話『セカストする男』 with セカンドストリート
- 第4話『混ざり合う二人の恋』 with ハーゲンダッツ
  - 靖士 - 井上喜介
  - 柏原 悠佳里 - 黒木綾乃

### 2025年
- 第1話『驚早告白』 with ドン・キホーテ
- 第2話『おかしなカップル誕生』 with ジョンソン
- 第3話『同棲争奪ウルトラクイズ』 with 東京エレクトロン
- 第4話『こっちのスイーツメモリーズ』 with ハーゲンダッツ
  - 大庭太郎 - 長友郁真
  - 長野由美 - 金子みゆ

## ネット局
テレビ朝日系列局や関東地方の独立局などで、数ヵ月〜1年遅れで放送されている。

## 受賞歴
- 『福岡恋愛白書13 キミの世界の向こう側』2018年日本民間放送連盟賞 テレビドラマ種目 優秀賞[2]